# Deux en un (nouvelle)
Pour les articles homonymes, voir Deux en un.
Deux en un (en russe : Dvoe v odnom) est une nouvelle d’Anton Tchekhov publiée en 1883.

## Historique
Deux en un est initialement publiée dans la revue russe Le Spectateur no 3, du 8 janvier 1883, sous le pseudonyme A. Tchekhonte.  Nouvelle aussi traduite en français sous le titre Les Deux Visages.

## Résumé
Le narrateur est un haut fonctionnaire. Ce soir, il a décidé de prendre l’omnibus pour regagner son domicile. Il dévisage les passagers et croit reconnaître Ivan Kapitonitch, assis un peu plus loin.
Il hésite : « Est-ce bien lui ? » Car Kapitonitch, qui est le plus humble de ses employés, qui tremble quand il le croise et est tout juste bon à ramasser ses mouchoirs tombés par terre, ne ressemble pas du tout à ce passager qui parle haut et fort, qui convoque le contrôleur et qui se permet de fumer.
Oui, c’est bien lui, car Kapitonitch ayant entendu son chef rigoler, rétrécit sur son fauteuil et prend une expression piteuse.

## Édition française
- Les Deux visages, Œuvres de A. Tchekhov 1883, traduit par Madeleine Durand et Édouard Parayre, Les Éditeurs Français Réunis, 1952, numéro d’éditeur 431.